# Mezzoramia
Mezzoramia  è una caratteristica di albedo della superficie di Titano.